# Yên Hòa, Yên Mô
Yên Hòa là một xã nằm ở nửa phía bắc huyện Yên Mô, tỉnh Ninh Bình, Việt Nam.

## Địa lý
Xã Yên Hòa nằm ở nửa phía bắc huyện Yên Mô, cách trung tâm thành phố Hoa Lư 16 km, có vị trí địa lý:
- Phía đông giáp Yên Thịnh
- Phía tây giáp xã Yên Thắng
- Phía nam giáp xã Yên Thành
- Phía bắc giáp xã Khánh Thượng.

Xã Yên Hòa có diện tích 7,79 km², dân số năm 2019 là 7.624 người, mật độ dân số đạt 979 người/km².

## Hành chính
Xã Yên Hòa được chia thành 10 thôn: Đông Trại, Hải Nạp, Thổ Hoàng, Lạc Hiền, Liên Trì 1, Liên Trì 2,
Trinh Nữ 1, Trinh Nữ 2, Trinh Nữ 3, Trinh Nữ 4.